# Utrera (stacja kolejowa)
Utrera – stacja kolejowa w Utrera, w Andaluzji, w Hiszpanii, na linii C-1 Cercanías Sevilla. Oprócz pociągów podmiejskich zatrzymują się tutaj również pociągi Regional Exprés. 
Stąd na południe budowana jest linia dużej prędkości AVE Sewilla-Kadyks.